# Uffici veterinari per gli adempimenti degli obblighi comunitari
Gli UVAC - Uffici Veterinari per gli Adempimenti degli obblighi Comunitari sono uffici periferici del Ministero della salute che curano l'assistenza tra autorità amministrative nazionali e comunitarie in materia di salute veterinaria e zootecnica.
Funzioni e competenze sono disciplinate dal D.L. 2 febbraio 2021, n. 23, recante adeguamento della normativa nazionale alle disposizioni del regolamento UE 2017/625 in materia di controlli ufficiali sugli animali e le merci provenienti dagli altri Stati membri dell’Unione.

## Funzioni
Gli UVAC hanno il fine di assicurare la corretta applicazione della legislazione veterinaria e zootecnica, sulle merci di provenienza comunitaria. Gli uffici sono stati istituiti come conseguenza dell'abolizione dei controlli alle frontiere fra i Paesi dell'Unione europea. 

## Organizzazione
Gli UVAC sono in numero di 17, operanti generalmente sul territorio di una Regione o talvolta due Regioni. Le strutture operano sulle seguenti circoscrizioni: 
- Piemonte: Torino;
- Valle d'Aosta: Aosta
- Liguria: Genova;
- Lombardia: Milano;
- Trentino-Alto Adige: Bolzano;
- Friuli-Venezia Giulia: Udine;
- Veneto: Verona;
- Emilia-Romagna: Parma;
- Toscana: Livorno;
- Marche ed Umbria: Ancona;
- Lazio: Roma - Fiumicino;
- Abruzzo e Molise: Pescara;
- Campania e Basilicata: Napoli;
- Calabria: Reggio Calabria;
- Puglia: Bari;
- Sicilia: Palermo;
- Sardegna: Sassari.